# Hjerm Herred

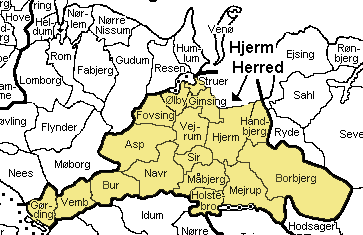
Hjerm Herred

Hjerm Herred was een herred in het voormalige Ringkøbing Amt in Denemarken. Hjerm wordt vermeld in Kong Valdemars Jordebog als  Hiarmæhæreth. In 1970 ging het gebied op in de nieuwe provincie Ringkøbing.
Naast de steden Holstebro en Struer omvatte Hjerm oorspronkelijk 15 parochies. Nørrelands kwam daar in 1967 bij als afsplitsing van Holstebro.
- Asp
- Borbjerg
- Bur
- Fousing
- Gimsing
- Gørding
- Handbjerg
- Hjerm
- Holstebro
- Mejrup
- Måbjerg
- Naur
- Nørrelands (niet op de kaart)
- Sir
- Struer
- Vejrum
- Vemb
- Ølby